# جان سميث (لاعبة كرة قاعدة)
جان سميث (بالإنجليزية: Jean Smith)‏ هي لاعب كرة قاعدة أمريكية، ولدت في 9 مايو 1928 في آن آربر في الولايات المتحدة، وتوفيت في 13 مارس 2011 في هاربور سبرينغز في الولايات المتحدة.